# راسبوريكاز
راسبوريكاز (بالإنجليزية: Rasburicase) هو نسخة معادة التركيب من أوكسيداز اليورات.
أوكسيداز اليورات هو إنزيم يساهم في أيض حمض اليوريك إلى ألانتوين، وهو موجود طبيعًا في الكثير من الثدييات لكنه لا يوجد طبيعيا عن الإنسان.
ينتج راسبوريكاز بواسطة سلالات فطريات الخميرة المحورة جينيا، وقد استنسخ ترميز الحمض النووي الريبي منقوص الأكسجين المتمم لراسبوريكاز من سلالة للرشاشية الصفراء (بالإنجليزية: رشاشية صفراء ‏).

## الاستخدام الطبي
أقرت إدارة الغذاء والدواء ووكالة الأدوية الأوروبية استخدام راسبوريكاز لعلاج متلازمة انحلال الورم والوقاية منها للأشخاص الذين يتلقون علاجا كيميائيا لعلاج الأورام الدموية مثل ابيضاض الدم والورم اللمفي. النتائج والمصادر حتى عام 2014 لا تؤكد أنه ينفع في تقليل مشاكل الكلية أو تقليل خطر الوفاة.
كما تجرى الأبحاث لغرض دراسة فعاليته في علاج فرط حمض يوريك الدم في النقرس وأمراض الروماتزم.
راسبوريكاز أغلى بكثير من العلاجات الاعتيادية.